# Die Insel der großen Mutter

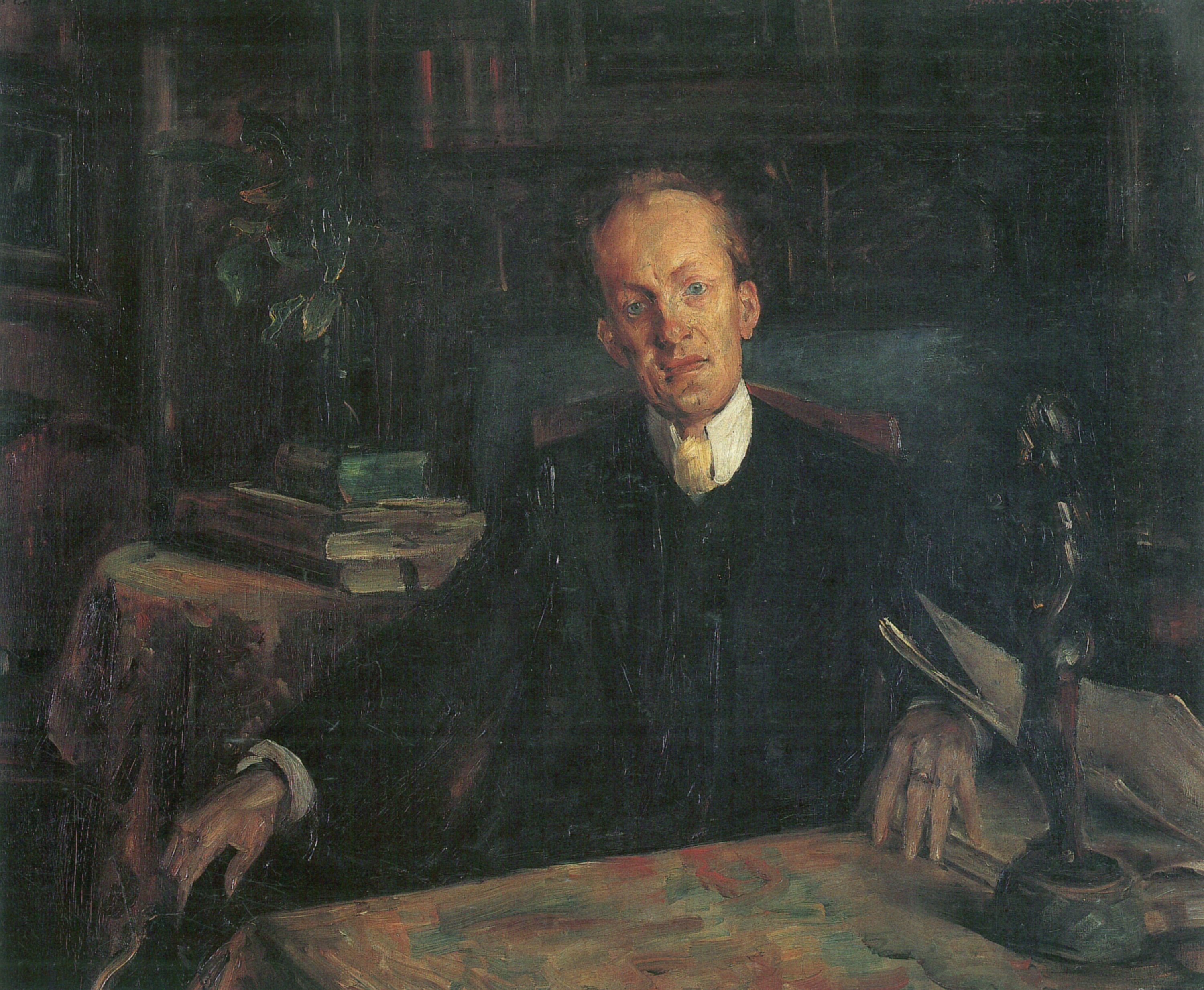
Gerhart Hauptmann auf einem Gemälde von Lovis Corinth anno 1900

Die Insel der großen Mutter oder Das Wunder von Île des Dames ist der dritte Roman des deutschen Nobelpreisträgers für Literatur Gerhart Hauptmann, der 1924 bei S. Fischer in Berlin erschien.

## Entstehung
Gerhart Hauptmann schrieb den Insel-Roman 1916 bis 1924 größtenteils auf der Insel Hiddensee. Inspiriert habe ihn nach eigenen Aussagen erstens Bachofens Mutterrecht, zweitens „die vielen schönen, oft ganz nackten Frauenkörper“ auf seiner Insel Hiddensee sowie drittens die abermalige Lektüre eines Buches – verschlungen in Kindertagen: Robinson Crusoe von Daniel Defoe.
Samuel Fischer konnte den Roman trotz verhaltener bis ablehnender Kritiken ziemlich gut verkaufen.

## Überblick
Der „Kormoran“ sticht mit vielen hundert Menschen an Bord von Cuxhaven aus zu einer Weltumrundung in See. Nach achttausend Seemeilen Fahrt passiert es. Das stolze Schiff wird im äquatorialen Pazifik leck und geht unter. Die Männer an Bord haben allerdings vor ihrem Tod durch Ertrinken noch genügend Zeit, die Frauen, Kinder, Äxte, Taue, Nägel und Handwerkszeuge aller Art in Rettungsboote zu verfrachten. Außer den um die hundert Damen kann sich nur ein einziger „Mann“, der 12-jährige Phaon Stradmann an einem 2. Februar auf die unbewohnte Tropeninsel, dem knapp vier Quadratmeilen großen Ort der Handlung, retten. Phaons Mutter Rita Stradmann stirbt bald.
Wohlschmeckendes Trinkwasser ist auf der Île des Dames – wie der wunderschöne Ort von der willensstarken Berliner Malerin Anni Prächtel, die sich zur Präsidentin der Damengesellschaft aufgeschwungen hat, genannt wird – ausreichend vorrätig. Das paradiesische Klima und  die üppige Vegetation erlauben Überleben im Schatten unter der Tropenglut. Bananen und Durianfrüchte wachsen den Schiffbrüchigen geradezu in den Mund. An die Rückkehr nach Finstermannland – so heißt Europa im Roman – wird nach anfänglichen Heulen und Zähneklappern bald kaum noch ein Gedanke verschwendet.
Die 27-jährige Anglo-Holländerin Miss Laurence Hobbema avanciert zur Oberpriesterin eines matriarchalischen Kults, der – mangels an Männern auf jenem überschaubaren Eiland – in so etwas wie der Heiligsprechung unbefleckter Empfängnis gipfelt. Solche Ideologie haben die einsamen Damen bitter nötig, als das etwas überspannte Fräulein Babette Lindemann – sie hat eine Tante in Lübeck und ist in Bombay zugestiegen – sich nach einem reichlichen Jahr Inselaufenthalt schwanger fühlt und am 7. August des Jahres Zwei auf der Insel dem Sohn Osiris das Leben schenkt. Die glückliche Mutter behauptet auf Befragen steif und fest, sie habe das Kind von dem Schlangengott Mukalinda empfangen. Anni Prächtel kann die mystische Zeugung nicht akzeptieren und sinniert: Könnte einer der Menschenaffen aus dem Inselinnern der Vater sein? Aber Osiris ist nur auf dem Haupt ein ganz klein wenig behaart. Die Insel-Ideologin Laurence Hobbema entwickelt das Postulat der außerirdischen Begattung. Ein Tempel wird zusammengezimmert. Darin können sich jüngere schiffbrüchige Damen ganz einfach im Tempelschlaf begatten lassen und bringen nach neun Monaten einen Jungen oder auch ein Mädchen zur Welt. Der Roman läuft über mehr als ein Jahrzehnt. Sobald die Knaben flügge geworden sind, sollen sie getötet werden. Die Präsidentin Anni und ihr innerer Zirkel verhindern das. Die Knaben werden aus dem Mütterland über den Fluss ins Wildermannland verbannt.
Jahre vergehen. Anni Prächtel präsidiert nicht nur über die Insel, sondern steht auch der Wildermannland-Kommission vor. An der Spitze der Kommission inspiziert sie dieses Männerland jenseits des Flusses. Jemine, während die Häupter der Frauengesellschaft diesseits jahrelang philosophierten, haben die herangewachsenen, verbannten Knaben – wohlgestalte, kräftige Männer, samt und sonders Praktiker – eine durch und durch technisierte, manufakturbasierte Männerwelt auf ihrem Terrain der Insel installiert. Zum Beispiel kann der unternehmungslustige Phaon zusammen mit Dagmar-Diodata an Bord eines selbstgebauten Segelbootes in die offene See stechen – vermutlich geht es ab in die Zivilisation. Dagmar-Diodata, eine Passagierin des Kormorans und ehemals Pflegekind der Priesterin Laurence Hobbema, hat es Phaon angetan.
Bevor es soweit ist mit der Seereise der beiden ins Ungewisse, passiert noch etwas ganz Überraschendes: Auf einmal bringt der lange Tempelschlaf den jungen empfangswilligen Damen keine Schwangerschaft mehr. Hat der Schlangengott Mukalinda von seiner Potenz eingebüßt? Gleichviel – eine unübersehbare Herde mannbarer junger Mädchen lässt sich nicht zurückhalten und dringt zu den ebenfalls vorpreschenden jungen Männern vor. Beide Geschlechter mischen sich und das Konzept der alternden Philosophinnen um Anni Prächtel erweist sich somit letztendlich als veraltet-morsch.

## Rezeption
Zeitgenossen
- 1928, Döblin kann seinen Degout nicht verhehlen und nennt Gerhart Hauptmann mit Blick auf dessen Werk ab 1908 „einen «maßlos überschätzten, künstlich aufgeblasenen» Dichter“[8].
- 1946, Hermann Schreiber äußert in Gerhart Hauptmann und das Irrationale im Zusammenhang mit der oben erwähnten mystischen Zeugung, der Autor habe in Anlehnung an Freud eines seiner Gebäude der Psychoanalyse errichtet.[9]

Neueres
- 1980, Karl S. Guthke schreibt, der Autor reite eines seiner Steckenpferde: Nur im Mythos lebt der Mensch.[10]
- 1991, Joanna Jabłkowska[11] nimmt den Text als Satire auf das Matriarchat.[12]
- 1996, Leppmanns Urteil laut ohne Wenn und Aber: „… ein guter Roman ist es nicht … Das ist literarischer Anselm-Feuerbach-Verschnitt, aber keine Prosa.“[13] „Befruchtung im Tempelschlaf“ liest Leppmann „mit Mißbehagen“. Anders gesagt: Das Vexierspiel mit diesem zentralen Romanmotiv sei weder poetisch noch überzeugend.[14] Beim Vergleich mit Thomas Manns ebenfalls 1924 erschienen Zauberberg kommt Die Insel der großen Mutter denkbar schlecht weg. Während ersterer Weltgeltung erlangte, zog letzterer lediglich zeitlich punktuelles Interesse des werten Lesepublikums auf sich.[15]
- 1998, Marx: Mit seiner Utopie wollte Gerhart Hauptmann vom Kriegselend ablenken. Dazu passe die Symbolik zu Romananfang – der „(Schiffs-)Untergang des Abendlandes“[16], verbunden mit gravierendem Frauenüberschuss. Der Verfasser exemplifiziere eine geradezu  existentielle Bedeutung der Mutterschaft für die Frau.
- 2012, Sprengel: Als Vorbild für Laurence Hobbema könne Laurence Alma-Tadema[17] genommen werden. Zwei oben im Artikel nicht erwähnte Damen aus Anni Prächtels Präsidium hätten ebenfalls bekannte Vorbilder: Rodberte Kalb sei Annette Kolb nachempfunden und Tison Page[A 6] sei als Klarname übernommen.[18]

### Erstausgabe
- Die Insel der großen Mutter oder Das Wunder von Île des Dames. Eine Geschichte aus dem utopischen Archipelagus. 273 Seiten. S. Fischer, Berlin 1924

### Ausgaben
- Die Insel der großen Mutter oder Das Wunder von Île des Dames. Eine Geschichte aus dem utopischen Archipelagus. S. 391–569 in Gerhard Stenzel (Hrsg.): Gerhart Hauptmanns Werke in zwei Bänden. Band II. 1072 Seiten. Verlag Das Bergland-Buch, Salzburg 1956 (Dünndruck)

Verwendete Ausgabe:
- Die Insel der großen Mutter oder Das Wunder von Île des Dames. Eine Geschichte aus dem utopischen Archipelagus. S. 413–634 in: Gerhart Hauptmann: Die großen Romane. 814 Seiten. Propyläen Verlag, Berlin 1968

### Sekundärliteratur
- Wolfgang Leppmann: Gerhart Hauptmann. Eine Biographie. Ullstein, Berlin 1996 (Ullstein-Buch 35608), 415 Seiten, ISBN 3-548-35608-7 (identischer Text mit ISBN 3-549-05469-6, Propyläen, Berlin 1995, untertitelt mit Die Biographie)
- Die Insel der großen Mutter oder Das Wunder von Île des Dames. Eine Geschichte aus dem utopischen Archipelagus. S. 309–317 in: Friedhelm Marx: Gerhart Hauptmann. Reclam, Stuttgart 1998 (RUB 17608, Reihe Literaturstudium). 403 Seiten, ISBN 3-15-017608-5
- Peter Sprengel: Gerhart Hauptmann. Bürgerlichkeit und großer Traum. Eine Biographie. 848 Seiten. C.H. Beck, München 2012 (1. Aufl.), ISBN 978-3-406-64045-2